# Gmina Ugljevik
Gmina Ugljevik (serb. Општина Угљевик / Opština Ugljevik) – gmina w Bośni i Hercegowinie, w Republice Serbskiej. W 2013 roku liczyła 15 118 mieszkańców.